# DyyPRIDE
DyyPRIDE（ディープライド）/ 檀 廬影（ダン イエカゲ）は、日本のヒップホップ・ミュージシャン。

## 概要
2011年7月にSUMMITからデビュー。

## ディスコグラフィー

### アルバム
- In The Dyyp Shadow (2011年7月) [SUMMIT]
- Ride So Dyyp (2013年3月) [SUMMIT]

## 書籍
- 僕という容れ物 (2019年4月) [立東舎]